# Беньямін Аміра
Беньямін А. Аміра (івр. בנימין אמירה; 3 червня 1896 — 20 січня 1968) — ізраїльський математик.

## Біографія
Народився в 1896 році в Могилеві (нині — Вінницька область). Емігрував із родиною в Тель-Авів в Османській Палестині в 1910 році, де відвідував гімназію Герцлія.  Аміра продовжив вивчати математику в Женевському університеті, після чого перейшов до Геттінгенського університету в 1921 році, щоб зробити дослідження докторантури під керівництвом Едмунда Ландау. 
Після отримання звання доктора наук в 1924 році Аміра провів короткий період у Женевському університеті як приват-доцент, після чого пішов за Ландау в 1925 році, щоб допомогти йому створити Математичний інститут новоствореного Єврейського університету в Єрусалимі. Там він став першим штатним співробітником інституту. 
Аміра заснував Journal d'analyse mathématique в 1951 році, який редагував разом із Зеєвом Нехарі та Менахемом Шиффером.   Вийшов на відпочинок у 1960 році. 